# Bir Oluruz Yolunda
A Bir Oluruz Yolunda a török labdarúgó-válogatott hivatalos himnusza volt a 2002-es labdarúgó-világbajnokságon. A dal Tarkan Karma albumán szereplő Taş (Kő) című szerzeményének módosított dalszövegű változata.

## Dalok
- 1. Bir Oluruz Yolunda (Verziyon 1) – 4:16
- 2. Bir Oluruz Yolunda (Verziyon 2) – 4:20